# Li Jun Li
Li Jun Li, född 6 november i Shanghai, är en kinesisk-amerikansk skådespelare.
Li har bland annat medverkat i TV-serierna The Exorcist från 2017 och Based on a True Story från 2023. Hon har även medverkat i filmen Babylon från 2022.

## Filmografi (i urval)
- 2017 – The Exorcist (TV-serie)
- 2019–2022 – Evil (TV-serie)
- 2022 – Babylon
- 2023 – Based on a True Story